# 28630 Mayuri
28630 Mayuri è un asteroide della fascia principale. Scoperto nel 2000, presenta un'orbita caratterizzata da un semiasse maggiore pari a 2,2115995 UA e da un'eccentricità di 0,0836812, inclinata di 4,10246° rispetto all'eclittica.